# Pezopetes capitalis
Pezopetes capitalis là một loài chim trong họ Emberizidae.